# Kautokeino
Kautokeino (limba sami de nord: Guovdageaidnu) este o comună din provincia Finnmark, Norvegia.